# 限時救援 (2017年電影)
《限時救援》（英語：Sleepless）是一部2017年美國動作驚悚片，由巴倫·博·歐達爾執導，安德莉婭·巴洛夫撰寫劇本。電影為2011年法國驚悚片《不眠夜》的重拍版。由傑米·福克斯、T.I.、蜜雪兒·摩納漢和史考特·麥奈利主演。該片定於2017年1月13日在美國上映。

## 劇情
故事敘述警探文森為了將擁有廣大勢力的毒梟逮捕，而在對方組織擔任臥底。但卻意外地因可卡因的緣故，自己的秘密行動被揭露，使得兒子遭強行綁走；當兒子命在旦夕時，被怒火纏身的文森將不擇手段與對方展開火爆衝突。

## 演員
- 傑米·福克斯 飾 文森·唐斯（Vincent Downs）
- T.I. 飾 德瑞克·葛里芬（Derrick Griffin）
- 黛魯·西德拉（英语：Drew Sidora） 飾 塔莎·葛里芬（Tasha Griffin）
- 洛依·班克斯（英语：Lloyd Banks） 飾 岡納曼·克里斯（Gunman Chris）
- 蜜雪兒·摩納漢 飾 珍妮佛·布萊恩特（Jennifer Bryant）
- 蓋柏莉·尤恩 飾 蓋比（Gabby）
- 德蒙特·莫羅尼 飾 史丹利·魯比諾（Stanley Rubino）
- 大衛·哈伯 飾 道格·丹尼森（Doug Dennison）
- 傑伊·詹金斯 飾 柯爾特斯（Cortez）
- 史考特·麥奈利 飾 羅伯·諾瓦克（Rob Novak）

## 製作
正式拍攝於2016年6月15日在喬治亞州的亞特蘭大與內華達州的拉斯維加斯開始進行。

## 發行
發行商開路影業將電影定於2017年2月24日在美國上映。2016年10月5日，釋出首支官方預告。後來，美國上映日提前至2017年1月13日。

## 外部連結
- 互联网电影数据库（IMDb）上《限時救援》的资料（英文）
- Box Office Mojo上《限時救援》的資料（英文）
- 開眼電影網上《限時救援》的資料（繁體中文）